# Анхізавр
Анхізавр (лат. Anchisaurus; від дав.-гр. αγκχι — «майже» і  σαυρος — «ящір») — рід рослиноїдних динозаврів підряду завроподоморфних, що жили в юрському періоді на території Північної Америки. Раніше його відносили до прозавроподів, але нещодавно виявили більшу схожість з завроподами. Представлений одним видом — Anchisaurus polyzelus.
Довжина тіла — 2—2,1 м. Попри велику довжину, маса тіла анхізавра була всього близько 27 кг.
Жив у Північній Америці в ранній юрі (плінсбахський та тоарський яруси, близько 200—188 млн років тому).

## Відкриття
Вперше рештки анхізавра були виявлені в 1818 р. в штаті Коннектикут, США. Спочатку їх прийняли за людські. В 1855 р. їх все ж віднесли до решток рептилії. В 1865 р. Хічкок зібрав рештки й дав їм назву — Megadactylus. Однак подібна назва вже використовувалася, і тому в 1885 р. відомий американський палеонтолог Отниїл Чарльз Марш перейменував рештки на Anchisaurus.
На сьогодні ще не всі частини скелета анхізавра зібрані.

## Опис
Анхізавр мав сильні лапи, на пальцях яких розташовувалися гострі кігті, якими можна було як виривати рослини з землі, так і оборонятися, зуби мали форму сплюснених з боків кілочків з гострими нерівними краями. Більшу частину часу він пересувався на чотирьох ногах, але, можливо, міг вставати на задні лапи, щоб дістати рослини, що розташовуються нагорі. Припускають, що харчувався він рослинністю, хоча деякі палеонтологи схиляються до думки що все ж анхізавр міг харчуватися і м'ясом або падаллю.
У довжину він приблизно становив від 2 до 3 метрів, а важив близько 27 кг.